# Helios Airways
La Helios Airways era una compagnia aerea a basso costo cipriota con sede a Larnaca e hub presso l'aeroporto di Larnaca.
Fondata nel 1998, la compagnia gestiva servizi di linea e charter fino alla sua chiusura, nel 2006, dall'isola di Cipro verso molte destinazioni in Europa.

## Storia

### La fondazione
La Helios Airways venne fondata nel 23 settembre 1998, prima compagnia aerea privata indipendente a Cipro, per iniziativa dei proprietari di TEA (Cipro), un operatore aereo cipriota offshore specializzato in wet lease di Boeing 737 in tutto il mondo. La compagnia divenne operativa gestendo il suo primo volo charter verso l'aeroporto di Londra-Gatwick il 15 maggio 2000, mantenendo l'offerta nel settore dei voli charter fino al 5 aprile 2001, data in cui inaugurò anche regolari servizi di linea.
La Helios venne acquisita nel 2004 dal Libra Holidays Group di Limassol, Cipro. Il 14 marzo 2006 un'agenzia di stampa in lingua inglese annunciò la notizia che, per acquisire una nuova immagine dopo l'incidente del volo 522, la Helios Airways avrebbe mutato la sua designazione in αjet cessando i servizi di linea. In risposta, il 30 ottobre 2006 la αjet annunciò di essere costretta ad interrompere le operazioni per i successivi 90 giorni. Come diretta conseguenza, temendo un crack finanziario, il governo cipriota richiese il pagamento immediato delle tasse arretrate. Inoltre, i fornitori privati richiesero che venissero pagati in contanti gli eventuali altri beni e servizi forniti alla società.

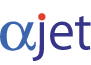
Logo αjet dal 2006, quando Helios Airways cambiò ragione sociale a seguito dell'incidente del volo 522.

Il 31 ottobre 2006 la compagnia annunciò di essere costretta a cessare immediatamente le operazioni ed il successivo 11 novembre il sito web della società accusò il governo della Repubblica di Cipro di 'aver illegalmente confiscato i velivoli αjet ed aver congelato i conti bancari della società', inoltre che era in 'diretta violazione di successo del ricorso presentato dalla αjet presso la Corte distrettuale, causando notevoli finanziari danno alla Società'. Come risultato αjet dichiarò che tutti i voli che erano stati ceduti ad altri vettori per gestire le proprie destinazioni, non sarebbero stati più operativi dal 6 novembre 2006 e che i passeggeri avrebbero quindi di rendere le loro condizioni. Tutti i voli αjet vennero sospesi dal 1º novembre e la maggior parte dei voli programmati vennero acquisiti dal vettore charter britannico XL Airways UK.
Secondo quanto riportato dalla pubblicazione specializzata Airliner World, la proprietà, Libra Holidays, la decisione di chiudere è da ricondursi agli scarsi risultati finanziari unita alla pressione da parte dei creditori.

## Flotta
La flotta Helios Airways era composta, al momento della sospensione dei voli, dai seguenti velivoli:
| Aereo          | Totale | In ordine | Posti | Registrazione | Note                                                                   |
| Boeing 737-86N | 2      |           | 189   | 5B-DBH 5B-DBI | acquisiti dalla αjet, con questa nuova designazione non operarono mai. |
| Totale         | 2      | O         |       |               |                                                                        |

### Velivoli precedentemente utilizzati
La Helios Airways ha inoltre utilizzato, durante la sua esistenza, i seguenti velivoli:
| Aereo           | Registrazione | Note                                                                                      |
| Airbus A319-112 | SU-LBF        | in leasing, tramite Lotus Air, alla TAP Portugal; opera con la nuova registrazione CS-TTQ |
| Boeing 737-4Y0  | 5B-DBG        | ceduto alla Malév Hungarian Airlines; opera con la nuova registrazione HA-LEY             |
| Boeing 737-31S  | 5B-DBY        | perso per incidente                                                                       |

## Incidenti
- 14 agosto 2005: il Boeing 737-31S 5B-DBY operante il volo Larnaca-Atene-Praga precipita sui monti di Grammatiko, a nord della capitale greca: la mancata pressurizzazione della cabina del velivolo, dovuta a una sequenza di errori umani, causa lo svenimento di tutti gli occupanti per ipossia. L'aereo continua a volare col pilota automatico fino all'esaurimento del carburante, per poi andare a schiantarsi. Tutti i 115 passeggeri e i 6 membri dell'equipaggio sono morti.